# Assedio di Port Hudson
L’assedio di Port Hudson è stato un episodio della guerra di secessione americana a seguito del quale l'esercito nordista guidato dal generale Nathaniel Banks occupò la città fortificata di Port Hudson (Louisiana), sulla riva del fiume Mississippi.

## Contesto
Sin dall'inizio della guerra di secessione, nordisti e sudisti si contendevano il controllo del fiume Mississippi. La Confederazione doveva mantenerne il controllo per trasportare uomini e rifornimenti essenziali per lo sforzo bellico mentre l'Unione cercava di interrompere questa fondamentale via di approvvigionamento tagliando così in due il territorio confederato.
Nella primavera del 1862, preso il controllo di New Orleans e Memphis, i nordisti concentrarono i propri sforzi verso le città fortificate di Vicksburg e Port Hudson, importanti bastioni sudisti lungo il corso del Mississippi.
Il generale nordista Grant, comandante dell'Armata del Tennessee, aveva previsto di raggiungere questi obiettivi attraverso un'operazione su due fronti: circa la metà delle sue forze – sotto il comando del generalmaggiore William Tecumseh Sherman – avrebbero dovuto avanzare fino al fiume Yazoo nel tentativo di raggiungere Vicksburg da nord-est mentre Grant, con il resto dell'Armata del Tennessee, avrebbe condotto una serie di spedizioni per cercare di raggiungere il fiume Mississippi a sud di Vicksburg.
Contemporaneamente, Nathaniel Banks venne inviato verso Port Hudson. Il 23 maggio 1863 Banks, sconfitte le forze sudiste nella battaglia di Plains Store e ottenuti rinforzi, circondò con circa 40 000 uomini Port Hudson.
All'interno della città fortificata, il comandante sudista Franklin Gardner, conscio della propria netta inferiorità numerica, sperava di mantenere la posizione il più a lungo possibile in attesa di rinforzi.

## L'assedio
La mattina del 27 maggio Banks ordinò un attacco contro le linee fortificate nemiche ma il fuoco incrociato dei sudisti respinse l'offensiva. Successive cariche di fanteria e cavalleria nordista non riuscirono ad avere miglior sorte e solo grazie all'intensivo utilizzo dell'artiglieria Banks riuscì ad avere la meglio, dopo 48 giorni di assedio.

## Conseguenze
La capitolazione di Port Hudson permise all'Unione di controllare la navigazione sul fiume Mississippi tagliando le vie di comunicazioni tra gli stati orientali della confederazione e quelli occidentali.